# Paul László
Paul László ( angolosabban Paul Laszlo) (Debrecen, 1900. február 6. – Santa Monica, Kalifornia, 1993. március 27.) magyar–amerikai építész, belsőépítész és designer.

## Fiatalkora
Debrecenben született, két fiútestvére és három lánytestvére volt. Később a család Szombathelyre költözött. Tanulmányait Bécsben, majd Stuttgartban végezte, itt kezdett el dolgozni is. Hamar sikeres tervezővé vált, de a nácik hatalomra jutása után zsidó származása miatt élete egyre nehezebbé vált. 1936-ban az Egyesült Államokba menekült. A sors iróniája, hogy Adolf Hitler Berchtesgadenhoz közeli, Sasfészek nevű alpesi nyaralója az általa tervezett bútorokkal volt berendezve.
Megpályázott és meg is nyert egy argentin tanári posztot, de minden valószínűség szerint nem állt szándékában Dél-Amerikába menni, mivel barátainál bujkált addig, míg sikerült egy New Yorkba menő tengerjáróra jegyet szereznie.

## Amerikai karrierje
New Yorkba érkezése után azonnal egy autót vásárolt, Dél-Kaliforniába utazott, és irodát nyitott Beverly Hillsben, a 362 North Rodeo Drive-on. Hírneve megelőzte őt, így rengeteg ismert megrendelője volt, politikusok, színészek, úgymint Ronald Reagan, Gary Cooper, Cary Grant, Barry Goldwater, Fritz Lang, Barbara Hutton, a Vanderbilt család, Debbie Reynolds, Sonja Henie, John D. Hertz, Robert Taylor, Billy Wilder, Ray Milland. Nagyra értékelte Los Angelest, de munkája nemzetközi maradt. 
Kiváló ízlésű alkotásai drágák és fényűzőek voltak, de sohasem túlzottan. A belső térnek minden elemét megtervezte: a bútorokon kívül függönyöket, szőnyeget, lámpákat. 1948-ban George Nelsonnal, Charles Eamesszel és Isamu Noguchival együtt csatlakozott Herman Miller cégéhez, hogy irodabútorokat tervezzenek. A sikerek ellenére Laszlo nem volt elégedett szerződésével és a csapattal, így 1952-ben kilépett a csoportból.
Ezután bútorokat tervezett különféle boltok számára, úgy mint a Bullock's Wilshire, a Goldwaters, a Robinson, a Saks Fifth Avenue, a les Halls, a Hudson's Bay vagy a Ohrbach's. Az amerikai milliárdos, Howard Hughes több Las Vegas-i szállodájának kaszinóját és kiállítótermeit is ő tervezte. Az "Atomville" nevű, földalatti, futurista városterven is dolgozott.
Mindkét világháborúban részt vett: az elsőben a magyar tüzérségben az olasz fronton harcolt, a másodikban pedig az Egyesült Államok hadseregében mint önkéntes.

## Magánélete
Szülei és két lánytestvére a holokauszt áldozatai lettek. Kétszer házasodott, második feleségétől, az amerikai Maxine Fife színésznőtől egy fia, Peter Paul született. Nagybátyja Iván Erdősnek, a világbajnok bridzsjátékosnak.

## Munkássága
A Time magazin 1952. augusztus 18.-ai cikke a "milliárdosok építészének" nevezi. Tehetsége volt az első látásra egymáshoz nem illő színek keveréséhez, kombinálásához. Laszlo több eredeti művét a Santa Barbara-i School of Architecture at the University of California-nak ajándékozta.
Életrajzára vonatkozó információk a "Designing with Spirit" című publikációban olvashatók, melyet a Los Angeles-i University of California írt.

## Külső hivatkozások
- http://www.time.com/time/printout/0,8816,816723,00.html Archiválva 2007. szeptember 30-i dátummal a Wayback Machine-ben
- http://www.architonic.com/mus/8101329/1

## Fordítás
- Ez a szócikk részben vagy egészben  a   Paul László című angol Wikipédia-szócikk fordításán alapul.  Az eredeti cikk szerkesztőit annak laptörténete sorolja fel. Ez a jelzés csupán a megfogalmazás eredetét és a szerzői jogokat jelzi, nem szolgál a cikkben szereplő információk forrásmegjelöléseként.
- Ez a szócikk részben vagy egészben  a   Paul László című francia Wikipédia-szócikk fordításán alapul.  Az eredeti cikk szerkesztőit annak laptörténete sorolja fel. Ez a jelzés csupán a megfogalmazás eredetét és a szerzői jogokat jelzi, nem szolgál a cikkben szereplő információk forrásmegjelöléseként.